# 国家总动员会议
国家总动员会议是抗日战争时期行政院依据《中华民国国家总动员法》设立的机构， 统制人、财、物力，“策动国家总动员有关人力财力物力之统制动用并推动之业务”、“审议行政院所属各主管机关国家总动员工作之执行”、“联系非行政院所属各机关与国家总动员有关之工作”。

## 历史
珍珠港事变后，中华民国对日本宣战。1942年3月29日重庆国民政府颁布《中华民国国家总动员法》共32条，并决定自5月5日开始实施。:第166—171页4月20日，国防最高委员会第82次常务会议通过了行政院制定的《国家总动员会议组织大纲》。并于4月25日正式发布。
1942年6月29日公布《妨害国家总动员惩罚暂行条例》第四条规定：“关于管制动员物资及业务，其他法令已规定审判机关及程序者，仍依其规定，但情节重大有特殊必要者，得由国家总动员会议决定，改由有军法审判权之机关审判。”